# Lumpy Gravy
 (novembre 2013).
Si vous disposez d'ouvrages ou d'articles de référence ou si vous connaissez des sites web de qualité traitant du thème abordé ici, merci de compléter l'article en donnant les références utiles à sa vérifiabilité et en les liant à la section « Notes et références ».
Albums de Frank Zappa
We're Only in It for the Money
(1968) Cruising with Ruben & the Jets
(1968)
Lumpy Gravy est le premier album solo de Frank Zappa (sans The Mothers of Invention), sorti en 1968. La conception de l'album débuta en 1966 lorsqu'un producteur, Nick Venet, proposa à Zappa d'enregistrer un album de musique orchestrale.
Il fut initialement enregistré pour Capitol Records dans une version bien différente de celle finalement réalisée pour MGM sur cassette 8 pistes mais cette version entièrement orchestrale ne fut jamais produite.
De manière à permettre au public d'entendre l'album, Zappa ré-enregistra l'album de manière totalement différente pour MGM. Le produit final étant composé de pièces musicales parsemées de dialogues surréalistes.
L'album parut après We're Only in It for the Money des Mothers et contient des liens vers celui-ci, tel que les bulles de dialogues au dos de la couverture qui parlent de seconde phase de We're Only in It for the Money, ainsi qu'une version bien différente de Take Your Clothes Off When You Dance.
Une version remixée de l'album fut préparée en 1984 avec un doublage de la batterie par Chad Wackerman, et de la basse par Arthur Barrow. Cette version ne sortit officiellement (on peut en entendre une partie sur le coffret The Old Masters, Box I) que le 23 janvier 2009 remixée dans l'édition du coffret Lumpy Money.

## Titres
1. Lumpy Gravy, Part One - 15 min 48 s
  - The Way I See It, Barry
  - Duodenum
  - Oh No
  - Bit Of Nostalgia
  - It's From Kansas
  - Bored Out 90 Over
  - Almost Chinese
  - Switching Girl
  - Oh No Again
  - At The Gas Station
  - Another Pickup
  - I Don't Know If I Can
2. Lumpy Gravy, Part Two - 15 min 51 s
  - Very Distraughtening
  - White Ugliness
  - Amen
  - Just One More Time
  - A Vicious Circle
  - King Kong
  - Drums Are Too Noisy
  - Kangaroos
  - Envelops The Bath Tub
  - Take Your Clothes Off

## Musiciens
| - Frank Zappa : compositeur, chef d'orchestre - Sid Sharp : chef d'orchestre - All Nite John : chœurs (John Kilgore, Apostolic night manager) - John Balkin : basse - Dick Barber : vocaux - James "Spider" Barbour : chœurs - Arnold Belnick : violon - Harold Bemko : violon - Chuck Berghofer : basse - Jimmy Carl Black : percussions, batterie, chœurs - Jimmy Bond : basse - Monica Boscia : chœur - Bruce : chœur - Dennis Budimir : guitare - Frank Capp : batterie - Donald Christlieb : bois - Gene Cipriano : bois - Vincent DeRosa : cor - Joseph DiFiore : violon - Jesse Ehrlich : violon - Alan Estes : percussions, batterie - Gene Estes : percussions - Louis "Louie The Turkey" Cuneo : chœurs - Roy Estrada : bass, chœurs - Larry Fanoga : vocals, chœurs - Victor Feldman : percussions, batterie - Bunk Gardner : bois - James Getzoff : violon - Philip Goldberg : violon - John Guerin : batterie - Jimmy "Senyah" Haynes : guitare - Harry Hyams : cordes - Jules Jacob : bois - Pete Jolly : piano | - Ray Kelly : violon - Jerome Kessler : violon - Alexander Koltun : violon - Bernard Kundell : violon - William Kurasch : violon - Michael Lang : piano - Arthur Maebe : cors - Leonard Malarsky : violon - Shelly Manne : batterie - Lincoln Mayorga : piano, harpe - Euclid James "Motorhead" Sherwood : chœurs - Ted Nash : bois - Richard Parissi : cors - Don Preston : basse, synthétiseur - Pumpkin (Gail Zappa) : chœurs - Jerome Reisler : violon - Emil Richards : percussions - Tony Rizzi : guitare - Ronnie : chœurs - John Rotella : percussions, bois - Joseph Saxon : violon - Ralph Schaeffer : violon - Leonard Selic : violon - Kenny Shroyer : trombone - Paul Smith : piano, harpe - Tommy Tedesco : guitare - Gilly (Ramirez) Townley : chœurs - Al Viola : guitare - Bob West : basse - Tibor Zelig : violon - Jimmy Zito : trompette |

## Production
- Production : Frank Zappa
- Ingénierie : Gary Kellgren
- Mixage : Bob Stone
- Arrangement : Frank Zappa

## Classement
Album - Billboard (Amérique du nord)
| Année | Catégorie  | Position |
| ----- | ---------- | -------- |
| 1968  | Pop Albums | 159      |